# 海部氏系図

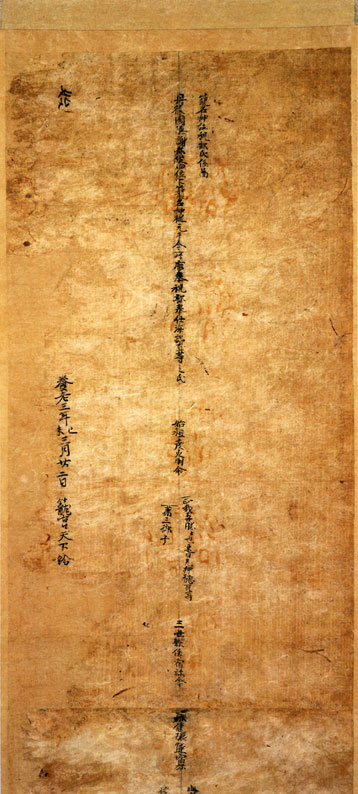
海部氏系図（本系図）巻頭

海部氏系図（あまべしけいず）は、京都府宮津市に鎮座する籠神社の社家、海部氏に伝わる系図であり、『籠名神社祝部氏係図』1巻（以後「本系図」と称す）と『籠名神宮祝部丹波国造海部直等氏之本記』1巻（以後「勘注系図」と称す）とからなる。
ともに古代の氏族制度や祭祀制度の変遷を研究する上での貴重な文献として、昭和50年（1975年）6月に重要文化財、翌51年（1976年）6月に国宝の指定を受けた。

## 本系図
「本系図」は、現存する日本の古系図としては、同じく国宝である『円珍俗姓系図』（「智証大師関係文書典籍」の1つで、「和気氏系図」とも呼ばれる）に次ぐもので、竪系図の形式を採っていることから、系図の古態を最もよく伝える稀有の遺品とされている。
体裁は楮紙5枚を縦に継ぎ足した、幅25.7cm、長さ228.5cmの巻子仕立てで、中央に「丹後国与謝郡従四位下籠名神従元于今所斎奉祝部奉仕海部直等之氏」と標記し、以下淡墨による罫1線を引いて、その上に神名・人名を記しているが、その上に「丹後国印」と彫られた朱方印を押しており（その数は28顆に及ぶ）、丹後国庁に提出され、その認可を受けたものであることが分かる。
また成立年代については、標記中に「従四位下籠名神」とあることから、籠神社が「従四位下」であった期間、すなわち貞観13年（871年）6月8日を上限とし、元慶元年（877年）12月14日を下限とするが、下述「勘注系図」の注記にも貞観年中（859-77年）の成立とある。作者は当時の当主である第33世（以下、世数は「勘注系図」による）海部直稲雄であると見られている。

### 内容
始祖彦火明命から第32世の田雄まで、各世1名の直系子孫のみを記したきわめて簡略なもので、内容的には次の3部からなる。
- 始祖から第19世健振熊宿祢までの姓を有さない上代部。途中、2・3世と第5世から第18世までを欠いているため、わずか3人（神）を記すのみである。
- 第20世都比から第24世勲尼までの、「海部直」の姓を持ち、伴造として丹波国（当時は丹後国を含んでいた）の海部（海人族集団）を率いていたと思われる海部管掌時代。
- 第25世伍佰道から貞観時代の第32世田雄までの、「海部直」の姓を持つとともに名前の下に「祝」字を付け、籠神社の祝としての奉仕年数を注記する祝部時代。

## 勘注系図
「本系図」に細かく注記を施したもので、竪系図の形式を襲うが、現存のものは江戸時代初期の写本であり、原本は仁和年中（885年 - 889年）に編纂された『丹波国造海部直等氏之本記』であると伝える。その紙背には桃山時代に遡ると推定される天候や雲の形による卜占を図示したものが画かれており、本来は反故紙であった卜占図の裏に書写されたものであった（これら卜占図も貴重な古文献とされている）。ちなみに編纂経緯として、注記中に「一本云」として以下のように伝えている。
- 推古天皇朝に丹波国造であった海部直止羅宿祢等が『丹波国造本記』を撰述[注釈 8]。
- 上記『国造本記』撰述から3世を経た養老5年（721年）、丹波国造海部直千嶋（第27世）とその弟である千足・千成等が『籠宮祝部氏之本記』を修撰（一説に養老6年（722年）8月ともある）。
- 貞観年中に、第32世の田雄等が勅を奉じて、上記『養老本記』を基にその後の数代を増補する形で本系帳としての『籠名神社祝部氏系図』（現在の「本系図」）を撰進。
- 仁和年中に、「本系図」が神代のことや上祖の歴名を載せておらず、本記の体をなしていなかったため、第33世の稲雄等が往古の所伝を追補して『丹波国造海部直等氏之本記』を撰述。

### 内容
始祖から第34世までが記され、各神・人の事跡により詳しい補注を加え、当主の兄弟やそこから発した傍系を記す箇所もあって、「記紀」は勿論、『旧事本紀』などの古記録にも見られない独自の伝承を記すとともに、「本系図」上代部で省略されたと覚しき箇所もこれによって補い得る。

## 史料批判
原本の調査は村田正志、赤松俊秀、山本信吉などの歴史学者が行ったが、この系図に関する真贋論争など史料の真実性に対する批判は非常に少なく、太田亮が系図に関して「但馬正税帳に見ゆる海直忍立の見えざるは不審と云ふべし」と言及した程度である。